# Da Brains
Da Brains, est un groupe de Hip-hop créé par Djibi et Bakhaw en 1995.

## Concerts
- 2012 : au Grand Théâtre national à Dakar[3].